# Cabaret Maxime

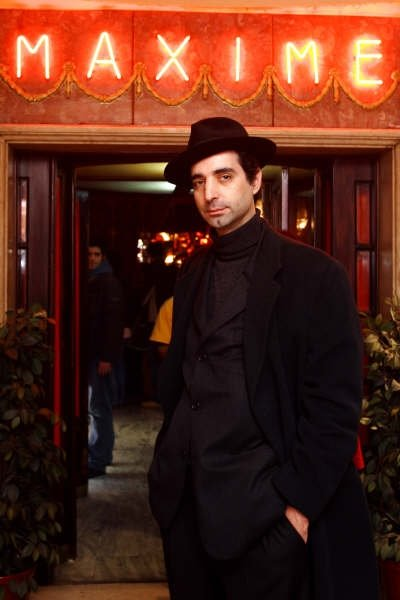
Der Schauspieler Barrilaro vor dem Cabaret Maxime (2006)

Das Cabaret Maxime, auch kürzer Maxime, war ein Nachtclub in Lissabon. Er liegt am Praça da Alegria-Platz, unweit der Avenida da Liberdade und des Parque Mayer. In der Nachbarschaft befindet sich mit dem Hot Clube de Portugal der älteste noch bestehende Jazzclub Europas.
Das Lokal galt in seiner wechselvollen Geschichte lange als luxuriöser und weltgewandter Nachtklub. So waren u. a. der spanische König Juan Carlos I. und Charles Aznavour unter seinen Gästen. Insbesondere seit Mitte der 2000er Jahre wurde das Maxime dann als Ausgehtipp international neu bekannt.
Das Maxime ist nicht identisch mit dem Maxim's, einem von 1908 bis 1940 bestandenen Jazzclub in der Hausnummer 43 der Praça dos Restauradores.

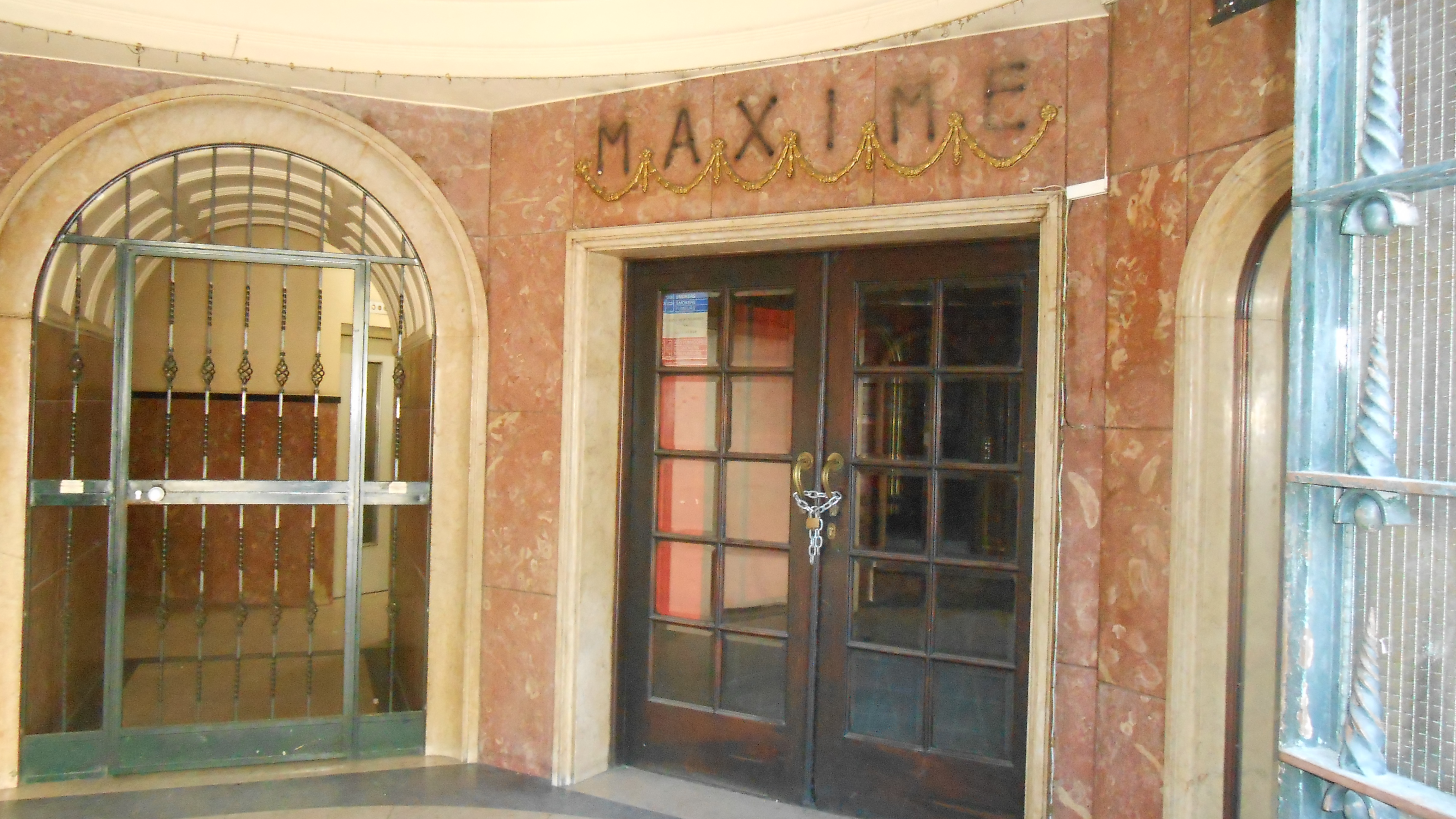
Geschlossene Eingangshalle des Maximes (2014)

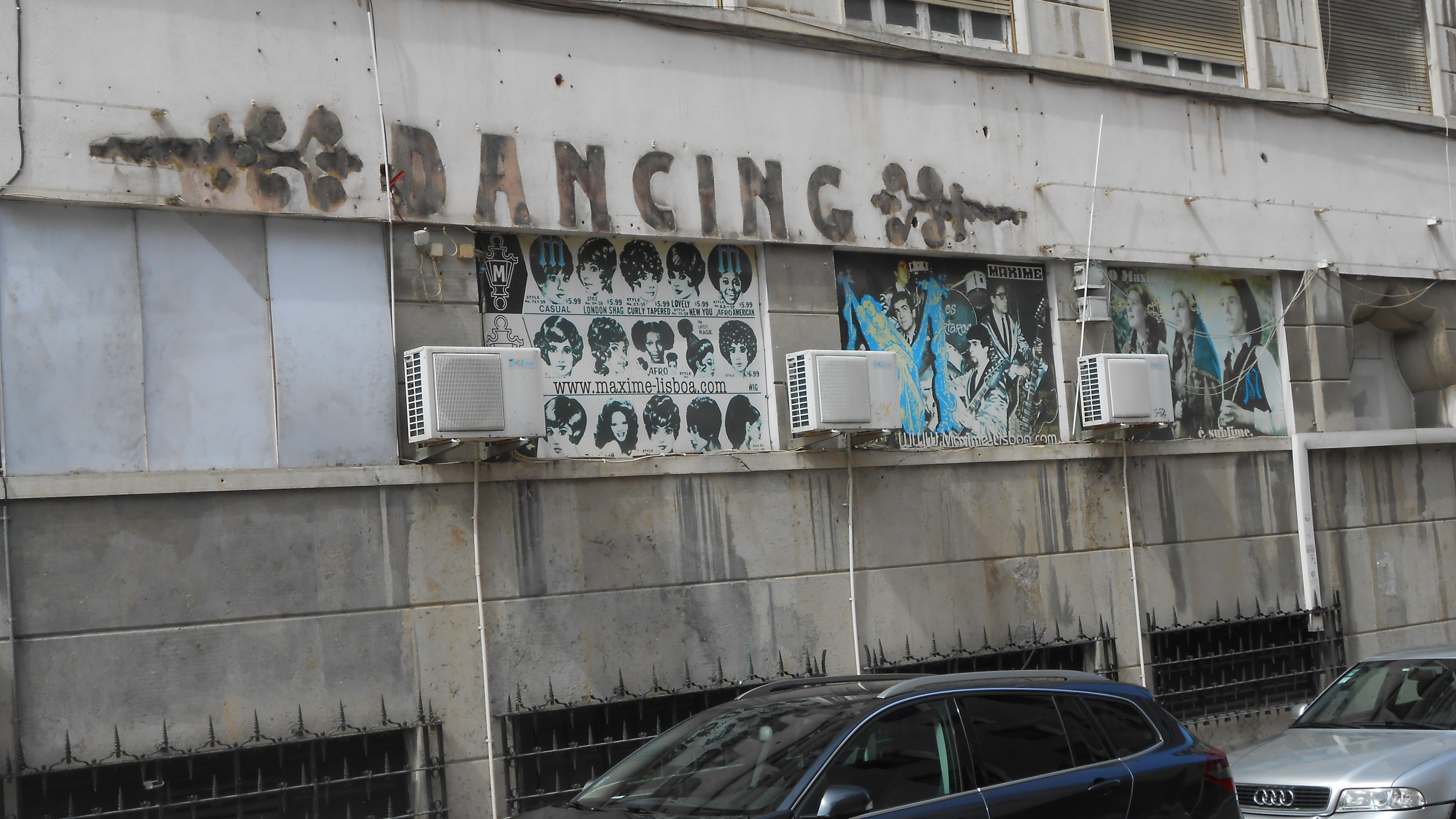
Spuren der alten Nachtclub-Reklame am Gebäude (2014)

## Geschichte
Das Lokal wurde in den 1940er Jahren eröffnet, inspiriert von Häusern wie dem Moulin Rouge in Paris und beflügelt durch die wachsende Zahl internationaler Gäste, die seit Ausbruch des Zweiten Weltkriegs zunehmend in die Hauptstadt des neutral gebliebenen Portugals  kamen.
Mit dem Revuestück Sol da Meia-Noite begannen Raul Solnado und Tony de Matos hier 1952 ihre Karrieren als Berufsschauspieler und -sänger. Simone de Oliveira und Max zählten zu den bekanntesten portugiesischen Namen, die hier in den 50er und 60er Jahren Engagements hatten. Nach der Nelkenrevolution 1974 geriet der Klub dann zunehmend in Vergessenheit. Später funktionierte das Maxime als erotischer Nachtklub, in dem zeitweise auch Prostituierte und ihre Kunden verkehrten.
Nach der Jahrtausendwende erlebte das Maxime eine neue Epoche, als Lokal für trendbewusste Musikfreunde. Die Gäste kamen nun aus der Mode- und Designerszene der Stadt, aus Studentenkreisen, und aus der Underground-Musikkultur. Mitte der 2000er Jahre übernahm eine Gruppe um den bekannten Musiker, Künstler, Schauspieler und exzentrischen Präsidentschaftskandidaten Manuel João Vieira das Lokal, das 2006 neu eröffnete. In der Folge konnte das Maxime seine Bekanntheit steigern und bot ein anspruchsvolles tägliches Programm mit Liveaufführungen verschiedener Richtungen.
Ungeklärte behördliche Fragen zu Umbauten aus den 60er und 70er Jahren und deren nachträgliche Legalisierung führten schließlich zum Ende des Pachtvertrages zwischen den Betreibern des Maximes um Manuel João Vieira und dem Gebäudeeigentümer, der Immobilienfirma Joing. Am 29. Januar 2011 schloss das Cabaret Maxime mit einer Abschlussparty unter dem deutsch-englisch gehaltenen Motto Auf Wiedersehen Maxime Goodbye.

## Maxime sur Mer
Mitte des Jahres 2015 gab Vieira bekannt, das Maxime neu eröffnen zu wollen. Er bezog dazu allerdings nicht die alten Räumlichkeiten, sondern baute eine alte Lagerhalle am flussnahen Cais do Gás im Stile des alten Maximes um. Vieira wollte mit dem neuen, 800 Zuschauer fassenden Lokal auch eine Lücke an Veranstaltungsorten in der Stadt zwischen kleinen Klubs und größeren Hallen schließen, die nach dem Ende des Ritz Clubs und des alten Maximes entstanden war. Am 22. Oktober 2015 nahm Vieira das neue Lokal unter dem Namen Maxime sur Mer in Betrieb,  mit der Eröffnungsparty zum Doclisboa-Filmfestival 2015. Eine offizielle Neueröffnung ist für den November 2015 geplant.

## Film
Der portugiesische Regisseur Bruno de Almeida drehte mit Cabaret Maxime einen Film, der frei an das Cabaret Maxim erinnert. Das Werk kam am 31. Mai 2018 in die portugiesischen Kinos und bot eine Reihe renommierter Schauspieler auf, darunter Michael Imperioli, Ana Padrão, David Proval, John Ventimiglia, Mike Starr, Nick Sandow und Drena De Niro, u. a. In einer Gastrolle als exzentrischer Sänger tritt auch Manuel João Vieira auf, der das originale Cabaret Maxime als letzter führte.
Der stimmungsvolle Film spielt sowohl auf die lange Tradition des Nachtklubs Maximes als auch auf klassische Gangsterfilme an, hat jedoch in seinem Kern die zunehmende Gentrifizierung in Lissabon zum Thema.